# Minecraft Вікі
Minecraft Wiki — це онлайн-енциклопедія, яка охоплює франшизу Minecraft і підтримується добровільною спільнотою гри. Протягом багатьох років вона пройшла через ряд періодів, коли її користувачі створювали та формували такий вебсайт.

## Опис
Minecraft Wiki працює на програмному забезпеченні MediaWiki, яке також використовується у Вікіпедії та багатьох інших великих вікі. Як і в інших вікі, вміст Minecraft Wiki створюється волонтерами, і майже всі сторінки відкриті для редагування будь-ким. Є також кілька адміністраторів з певними можливостями, наприклад, здатністю видаляти сторінки, але в іншому поводитися як інші редактори.
Останні зміни у вікі відображаються на сторінці «Останні зміни», де їх можна переглянути та виправити, якщо необхідно. Кожне редагування сторінки також відображається в її перегляді «історії сторінок» (доступний у випадаючому меню поруч із кнопкою «Редагувати/Переглянути джерело» на робочому столі).
Вміст вікі поділено на різні «простори імен», які вказуються як префікси в заголовку сторінки. Статті про Minecraft містяться в «просторі імен за замовчуванням» і не мають префіксів, тоді як статті Minecraft Dungeons знаходяться в окремому просторі імен і мають префікс «Dungeons: », а Minecraft Legends так само має власний простір імен і префікс. Існує багато інших просторів імен, які знаходяться «за лаштунками» і не надають безпосередньо читачам вміст, включаючи «Файл», що містить усі зображення, аудіо та інші файли, завантажені у вікі; «Шаблон», що містить код, який дозволяє додавати та змінювати складний вміст статей; і «Категорія», що дозволяє організовувати сторінки за категоріями.
Кожна сторінка також має вкладену сторінку «Обговорення: » для обговорення на цій конкретній сторінці. Це дозволяє вікі-редакторам брати участь в обговореннях без використання іншої платформи, а попередні обговорення можна шукати у самій вікі. Більшість важливих рішень ухвалюються шляхом обговорення спільнотою, а не одним адміністратором чи редактором.

## Історія
Майнкрафт Вікі було засновано 17 червня 2009 року citricsquid (Семюель Райан, британський студент, який познайомився з Майнкрафт під час свого останнього навчального року в травні 2009 року), який також створив форум Майнкрафт. Спочатку він називався Minepedia і розміщувався на minecraftwiki.net. У серпні 2009 року через брак фінансових ресурсів для розміщення вікі вийшла з мережі на три тижні. Завдяки фінансовій підтримці, наданій членом спільноти aera, вікі повернулася онлайн 28 серпня 2009 року. Відтоді вікі швидко зростала разом зі зростанням самого Minecraft, подвоюючи кількість відвідувачів щомісяця.
19 серпня 2010 року помилка резервного копіювання спричинила втрату змін, внесених з 3 серпня 2010 року, що призвело до дискусій щодо нового плану хостингу. Попри те, що член спільноти WedTM надав певне обладнання, сайт зростав надто швидко, знову виникли проблеми, які закінчилися тим, що співробітники вікі попросили пожертвувань, розмістили рекламу та включили Redstone Wire Ltd для керування як вікі, так і форумами. Хоча ці заходи допомогли, вікі все ще страждало від проблем з продуктивністю.
Приблизно в той же час компанія під назвою Curse Inc. намагалася вторгнутися в бізнес хостингу вікі. Вони звернулися до Redstone Wire Ltd щодо придбання вікі та форумів, що було прийнято, і з 15 листопада 2010 року вікі належала Curse. Незабаром у грудні 2010 року Minepedia була змушена змінити назву на Minecraft Wiki через юридичні проблеми.
У серпні 2012 року Minecraft Wiki представила новий заголовок, за яким 24 вересня 2013 року з'явився новий логотип.
У грудні 2012 року Curse офіційно запустив вікі-ферму Gamepedia з метою об'єднання всіх своїх вікі в одному домені, щоб краще конкурувати з іншими вікі-фермами, разом із використанням єдиного механізму для роботи всіх вікі. Minecraft Wiki офіційно перенесено на Gamepedia 19 вересня 2013 року.
У січні 2016 року Minecraft Wiki запустила нетривалий мобільний додаток. 18 липня 2016 року близько 15:00 UTC Minecraft Wiki перевищила 1 мільйон редагувань.
26 серпня 2016 року Amazon придбала Curse через свою дочірню компанію «Twitch Interactive», запровадивши нові форми реклами. 24 листопада 2017 року Minecraft Wiki було переміщено до Amazon Web Services.
У червні 2018 року було запущено сервер Wiki Discord.
12 грудня 2018 року було оголошено, що Fandom придбав Gamepedia, включаючи Minecraft Wiki.
Протягом багатьох років були різні спроби зробити вікі менш зосередженою навколо Java Edition. З 9 березня 2019 року всі версії Java Edition мають префікс Java Edition , Bedrock Edition мають префікс на той час неофіційним терміном «Bedrock Edition», а Console Edition перейменовано на Legacy Console Edition. У наступні місяці було створено вікі-проект, присвячений створенню відео для вікі-статей, анонімним користувачам було заборонено створювати нові сторінки (з 11 вересня 2019 року), було офіційно прийнято спрощені посібники з історії версій, а вікі вийшла за межі базової гри за допомогою додавання вмісту Minecraft Dungeons і Minecraft Earth.
17 грудня 2019 року було запущено сервер Discord для обговорення злиття з оригінальною Fandom Minecraft Wiki, започаткованою як частина процесу «Crossover» Fandom, що зрештою призвело до закриття цієї вікі та перенаправлення через 15 місяців, 9 березня 2021 року. Після цього, об'єднано ще кілька вікі Minecraft. Після суперечок щодо Minecraft: Story Mode Wiki у серпні 2021 року було створено простір імен Minecraft Story Mode.
У серпні 2021 року Minecraft Wiki, а також інші вікі, які раніше входили до Gamepedia, перейшли зі старої оболонки Hydra на оболонку FandomDesktop.
У жовтні 2021 року від Minecraft Wiki вимагалося змінити логотип вікі, головну сторінку та використання офіційних логотипів Minecraft через закінчення терміну дії контракту з Microsoft та їх авторських прав.
З моменту придбання та змін Fandom було багато дискусій щодо переходу на іншу вікі-платформу.
З 24 січня 2023 року анонімне редагування у вікі було вимкнено через потенційні ризики порушення COPPA. Це зменшило кількість вандалізму на вікі, але також зменшило кількість конструктивної діяльності, збільшивши бар'єр для входу для редагування.
Простір імен для Minecraft Legends було створено 30 січня 2023 року.
24 вересня 2023 року вікі завершила процес переміщення з Fandom і тепер розміщена на незалежному веб-сайті minecraft.wikiWeird Gloop, а стару вікі Fandom тепер не підтримується. Цей крок також повторно запровадив скін, схожий на той, що на Gamepedia, знову ввімкнув анонімне редагування через те, що відповідність Fandom COPPA більше не застосовується, і представив новий логотип.

## Статистика
Наступна статистика є дійсною станом на 13 липня 2025 року:

### Статистика українськомовної вікі
- 16 162 сторінки
  - 3307 статей
- 538 846 зареєстрованих користувачів
  - 47 активних користувачів
- 1319 файлів
- 121 098 редагувань
- 6 адміністраторів

### Статистика англійськомовної вікі
- 239 485 сторінок
  - 14 460 статей
- 538 846 зареєстрованих користувачів
  - 905 активних користувачів
- 135 470 файлів
- 2 732 567 редагувань
- 15 адміністраторів